# Grigorij Andreevič Spiridov
Grigorij Andreevič Spiridov (in russo Григорий Андреевич Спиридов?; Vyborg, 19 aprile 1713 – Mosca, 1790) è stato un ammiraglio russo.

## Biografia
Grigorij Andreevič Spiridov iniziò la sua carriera nella Flotta Imperiale russa nel 1723. Promosso ufficiale nel 1733, ebbe il comando di numerose navi della flotta del Mar Baltico. Nel corso della guerra dei sette anni fu responsabile dello sbarco di 2000 uomini nel corso della messa sotto assedio della fortezza di Kołobrzeg in Polonia da parte del conte Pëtr Aleksandrovič Rumjancev-Zadunajskij. 
Nel 1762, promosso ammiraglio, gli fu affidato il comando del porto di Revel poi, nel 1766, di quello di Kronštadt.

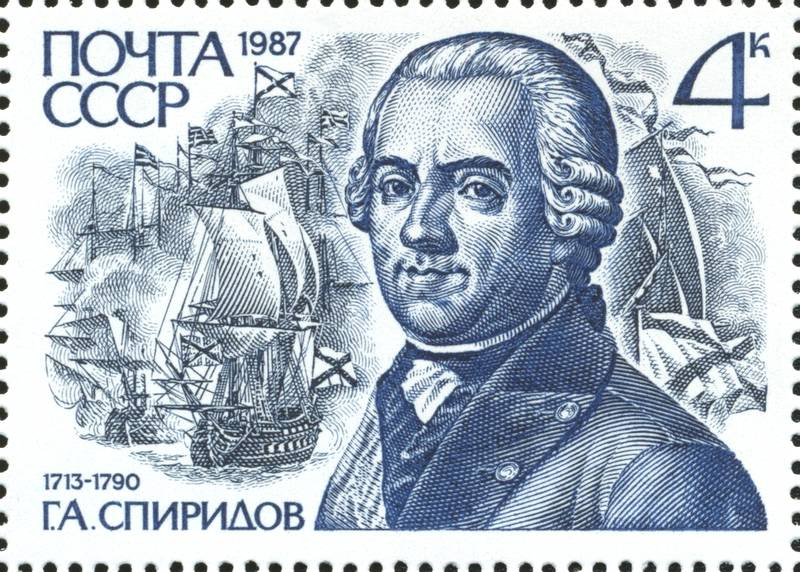
Un francobollo sovietico del 1987 che ritrae l'ammiraglio Spiridov.

Nel corso della guerra russo-turca del 1768-1774, Grigorij Andreevič Spiridov comandò una squadra della Flotta del mar Baltico, inviata in missione nel Mediterraneo allo scopo di sostenere il Greci contro i Turchi nel corso dell'estate 1769.
All'inizio del 1770 egli comandò le truppe da sbarco incaricate di occupare Mistra, Kyparissia (già Arcadia) e Navarino (Pilo).
Il 5 luglio 1770 una squadra sotto il solo comando del conte Aleksej Orlov, con Grigorij Andreevič Spiridov in avanguardia, attaccò la flotta turca nello stretto di Chio e costrinse i turchi a rifugiarsi nella baia di Çeşme. Nella notte la squadra imperiale russa, al comando di Grigori Andreïevitch Spidirov e di Samuel Greig attaccò la flotta turca e in una battaglia durata fino al 7 luglio, la distrusse.
Questa vittoria navale consentì alla Russia di stabilire la sua supremazia nel mar Egeo. Dal 1771 al 1773 Grigori Andreïevitch Spiridov assicurò il comando di questa regione.
Al momento delle sue dimissioni dalla marina russa, nel 1774, Grigorij Andreevič Spiridov provò risentimento nei confronti di Aleksej Orlov, al quale vennero attribuite tutte le sue vittorie.

## Riconoscimenti
- Ordine di Sant'Andrea (la più alta onorificenza russa)
- Ordine Imperiale di Sant'Aleksandr Nevskij
- Ordine di Sant'Anna

Inoltre una fregata blindata porta il nome dell'ammiraglio Grigorij Andreevič Spiridov.